# Juan Carlos Franco (Fußballspieler)
Juan Carlos Franco (* 17. April 1973 in Asunción) ist ein ehemaliger paraguayischer Fußballspieler. Er nahm an der Fußball-Weltmeisterschaft 2002 teil.

## Karriere

### Verein
Franco verbrachte seine gesamte Profikarriere von 1990 bis 2005 beim Club Olimpia. In dieser Zeit gewann er sechsmal die paraguayische Meisterschaft. Als Jugendspieler wurde er in den beiden Viertelfinalspielen der Supercopa Sudamericana 1990 gegen den Racing Club aus Argentinien eingewechselt und erzielte im Hinspiel kurz vor Ende des Spiels den 1:1-Ausgleich. Olimpia gewann den Wettbewerb.
2002 gewann Franco mit seinem Team die Copa Libertadores sowie 2003 die Recopa Sudamericana.

### Nationalmannschaft
Zwischen 1998 und 2002 bestritt Franco fünf Länderspiele für Paraguay, bei denen er ohne Torerfolg blieb. Bei der Weltmeisterschaft 2002 stand er im paraguayischen Aufgebot. Dort kam er zu zwei Kurzeinsätzen in den Gruppenspielen gegen Südafrika und Slowenien.

## Erfolge
- Paraguayische Meisterschaft: 1993, 1995, 1997, 1998, 1999 und 2000
- Copa Libertadores: 2002
- Recopa Sudamericana: 2003
- Supercopa Sudamericana: 1990